# Minuteman for the Moment
Minuteman for the Moment er andet studiealbum fra den amerikanske Post-hardcore gruppe Look What I Did. Det blev udgivet d. 4. Oktober 2005 i USA gennem pladeselskabet Combat Records.

## Trackliste
| #   | Titel                                    | Længde |
| --- | ---------------------------------------- | ------ |
| 1.  | "Minuteman for the Moment"               | 3:07   |
| 2.  | "Ultimate Complete Home Fitness Machine" | 3:18   |
| 3.  | "The Soiree"                             | 5:13   |
| 4.  | "The FOX Eats TV Ishmael"                | 4:39   |
| 5.  | "Raining Pleasantries"                   | 3:53   |
| 6.  | "Appomattox Whorehouse"                  | 3:35   |
| 7.  | "Benevolesaurus Lex"                     | 4:09   |
| 8.  | "Chest is a Ribcage"                     | 4:27   |
| 9.  | "Lightningbugs"                          | 4:21   |
| 10. | "Cupid Full of Eros"                     | 3:06   |
| 11. | "Is, Was, and Will Be"                   | 4:50   |
| 12. | "Zanzibar II: Sasha and Sebastian"       | 7:24   |